# Streiflicht (Kolumne)
Das Streiflicht ist eine Glosse respektive Kolumne in der Süddeutschen Zeitung, die dort seit 1946 täglich auf der ersten Seite oben links erscheint. Sie umfasst 72 Zeilen – manchmal jedoch auch 73 bzw. 74 Zeilen – und hat grundsätzlich drei Absätze. Die Autoren bleiben bei Erstveröffentlichung anonym, das Streiflicht wird mit dem Kürzel (SZ) gezeichnet. Seit die Süddeutsche Zeitung gesammelte Streiflichter in Buchform herausgibt, sind jedoch einige Autoren bekannt.

## Allgemeines
Der Name des Streiflichts ergab sich laut einem seiner Schöpfer, dem SZ-Redakteur Franz Josef Schöningh, aus dem Wunsch, damit „eine Art Leuchtturm im Sturmgebraus der täglichen Hiobsbotschaften“ zu bieten.
2003 wurde das Streiflicht mit dem Deutschen Sprachpreis der Henning-Kaufmann-Stiftung zur Pflege der Reinheit der deutschen Sprache ausgezeichnet. 2005 erhielt das Streiflicht den Henri-Nannen-Preis „für humorvoll-unterhaltende Berichterstattung“. Inzwischen sind bereits vier Sammelbände mit den besten Streiflichtern erschienen. 
Aus den Jahren 2008 bis 2011 liegt das Streiflicht z. T. auch vertont vor.
Seit 2010 wird das Streiflicht von der BEBE Medien GmbH, dem Betreiber des Onlineradios Detektor.fm, vertont und in die Digitalausgaben der Süddeutschen Zeitung eingebunden.

## Autoren (Auswahl)
- Harald Eggebrecht
- Holger Gertz
- Wolfgang Görl
- Fritz Göttler
- Axel Hacke
- Benjamin Henrichs
- Joachim Käppner
- Hilmar Klute
- Judith Liere
- Alexander Menden
- Claus Heinrich Meyer
- Klaus Podak
- Herbert Riehl-Heyse
- Wolfgang M. Roth
- Rainer Stephan
- Hermann Unterstöger
- Johannes Willms

## Ausgaben
- Axel Hacke, Claus Heinrich Meyer, Herbert Riehl-Heyse, Rainer Stephan, Hermann Unterstöger (Hrsg.): Das Streiflichtbuch. Handreichungen und Fingerzeige aus der Süddeutschen Zeitung. München 1994, ISBN 3-88897-084-9.
- Axel Hacke, Claus Heinrich Meyer, Herbert Riehl-Heyse, Rainer Stephan, Hermann Unterstöger (Hrsg.): Das neue Streiflichtbuch. Kopfnüsse und Musenküsse aus der Süddeutschen Zeitung. München 2000, ISBN 3-88897-236-1.
- Wolfgang M. Roth, Gernot Sittner, Hermann Unterstöger (Hrsg.): Das Streiflicht. Verdeckte Ermittlungen zwischen Himmel und Hölle 2000 bis 2004. Süddeutscher Verlag, München 2004, ISBN 3-937793-56-9.
- Wolfgang M. Roth, Gernot Sittner (Hrsg.): Das Streiflicht 2. Freisinnige Gedanken über Gott und die Welt 2004 bis 2006. Süddeutscher Verlag, München 2006, ISBN 3-86615-345-7.
- Joachim Käppner, Hilmar Klute: Das Streiflicht: Neueste Nachrichten aus der gedeuteten Welt, Süddeutsche Zeitung Edition 2013, ISBN 978-3864971013.